# Qormi FC
Qormi FC je maltský fotbalový klub z města Qormi, které se nachází na severu země. Klub se v Maltese Premier League 2008/09 umístil na prvním místě. Domácí dresy je žlutá s černými pruhy na ramínkách, barva na cizích hřištích je bílá. Klub hraje na stadionu Ta' Qali Stadium.